# Трипура
Трипура (на хинди: ত্রিপুরা; на английски: Tripura) е щат в североизточна Индия. Наименованието му произлиза от санскрит и означава „три града“.

## История
Основан е на 21 януари 1972 г.

## География
На север, юг и запад Трипура граничи с Бангладеш, а на изток с индийските щати Асам и Мизорам.

## Култура

### Религия
Най-разпространената религия в Трипура е индуизмът, изповядван от 83,4% от населението. 8,6% от населението изповядва исляма, 4,4% християнството, 3,4% будизма. Останалите 2% са съставени от сикхисти, джайнисти и др.

### Език
Трипура има четири официални езика – бенгалски, кокборок, хинди и английски.